# Knut Ramstedt
Knut Johan Ramstedt, född 24 juni 1885 i Rämmens socken, död 13 november 1959 i Stockholm, var en svensk lärare och skolledare.
Knut Ramstedt var son till handlaren Johan August Bengtsson Ramstedt. Efter skolgång i Rämmen genomgick han Kristinehamns praktiska skola, där han var lärare 1906–1913. Efter examen vid Handelshögskolan i Stockholm 1913 blev han 1914 lektor vid Örebro handelsgymnasium och var rektor där 1918–1943. Från 1917 var han auktoriserad revisor. Han uppehöll vid flera tillfällen förordnanden som undervisningsråd och var från 1944 byråchef i Överstyrelsen för yrkesutbildning. I Örebro var Ramstedt verksam inom KFUM, kyrka och kommun. Han författade flera läroböcker för handelsundervisningen.